# Нападение на Рижское управление полиции (1906)
Нападение на Рижское управление полиции или нападение на тайную полицию — операция группы боевиков ЛСДРП во время революции 1905 года, 17 января 1906 года с целью освобождения арестованных членов партии. Цель, в охраняемом отделении милиции, была выполнена безошибочно, строго по плану. В исторических материалах эта операция была названа нападением на Рижскую тайную полицию, хотя на самом деле дом, где происходили события, принадлежал Рижскому управлению полиции.

## Предпосылки для операции
13 января 1906 года полиция провела провокационный обыск продуктового магазина «Austra» на улице Дзирнаву, 82, где были обнаружены револьвер системы Браунинга, финский кинжал и прокламации. Янис Лютер был арестован, скрывшись от имени купца Адольфа Карлсона и трёх других членов боевой организации, которых опознал провокатор Зиединьш. Задержанных доставили в здание Рижского управления полиции. На собрании боевиков 14 января было принято решение об освобождении задержанных с помощью быстрого и тщательно спланированного нападения. Член группы Астра Дрейфогеле выдавала себя за невесту заключённого Я. Лютера, и принесла ему два револьвера, спрятанные в бутербродах.

## Ход событий
Нападение на здание Рижского управления полиции совершила группа из 14 боевиков, в том числе Екаб Дубельштейн (прозвище «Епис»), Янис Чокке (прозвище «Брашаис»), Кристапс Сальниньш (прозвище «Гришка»), Гедертс Элиас (прозвище «Страуме»), Рудольф Делиньш (псевдоним «Чомс»), Я. Кульпе и А. Калниня. Утром 17 января Дубельштейн, Сон, Элиас и Чокке вошли в полицейский участок, остальные прикрывали нападавших на улице. По крайней мере, один солдат службы безопасности был убит, а несколько полицейских получили ранения внутри здания.
Операция проходила как извне, так и при участии самих задержанных. Были освобождены арестованные боевики Я. Лютер, Т. Калниньш, К. Смокниекс, П. Крастиньш, М. Грундбергс и Я. Паэгле (Ваверс). Операция по освобождению задержанных была проведена настолько продуманно и быстро, что находившимся поблизости войскам не удалось удержать нападавших.

## Последствия
Освобождённый из Рижского департамента полиции Я. Лютерс (Бобис) с боевиками Я. Дубельштейном, А. Бушевицем, Я. Жакли, братьями Чокке и др. участвовали в подготовке и исполнении ограбления Госбанка в Гельсингфорсе 13 февраля 1906 года. В ходе акции из кассы банка было изъято более 150 000 рублей. Основные преступники были замешаны в незаконных денежных операциях за границей, в которых участвовали высокопоставленные лидеры большевистской партии. Некоторых позже обвинили в «создании контрреволюционной латышской организации» и убили во время «латвийской операции» НКВД в 1938 году.

## Общественная огласка
До 1960-х годов о событиях того времени замалчивали. До начала 1970-х писатель Альберт Белс собирал информацию о дерзком нападении на полицейское управление в 1906 году из документов, имеющихся в архивах. О боевиках почти не было никаких записей, потому что, как позже сказал Белс, «в настоящее время это похоже на серебряную туманность, события нужно изучать так же, как звезды с телескопом во Вселенной, потому что революционеры не публиковали свои личные отношения и жизни. Но эти молодые люди были образованными и фанатичными людьми, которые горели своей идеей. События того времени доказали, что латыши — сильная нация, убедительно заявившая о себе как о политической силе». Результатом исследований стал роман «Голос звонящего», который был опубликован в журнале «Zvaigzne» в 1972 году и отдельной книгой в 1973 году.
В 1974 году на Рижской киностудии режиссер Ольгерт Дункерс снял художественный фильм «Нападение на тайную полицию», в котором Яниса Лютера (Боба) сыграл Гирт Яковлев.